# Life Partners
Life Partners è un film del 2014 diretto da Susanna Fogel. 
Pellicola comico-romantica statunitense, presentata in anteprima il 18 aprile 2014 al Tribeca Film Festival nella sezione Spotlight. Il film è stato distribuito il 6 novembre 2014 su piattaforme on demand e poi ha avuto una distribuzione limitata nelle sale statunitensi il 5 dicembre 2014.

## Trama
Ambientato verso la fine degli anni '20 del XXI secolo, Paige e Sasha sono due migliori amiche. Paige (eterosessuale) è un avvocato mentre Sasha (omosessuale) è una musicista in difficoltà che lavora come receptionist. Dopo aver scelto degli appuntamenti online Sasha finisce in un disastroso incontro mentre Paige ha un buon appuntamento con Tim, un giovane e affascinante dottore.
Sasha continua ad avere una serie di brutti appuntamenti e relazioni fallite mentre Paige e Tim continuano a frequentarsi. Tim alla fine propone a Paige il matrimonio e lei accetta. Sasha inizia a sentirsi esclusa dato che Paige inizia a concentrarsi maggiormente su Tim e la loro relazione, mentre Paige sente che Sasha è infantile a causa della sua vita immatura e tortuosa. In un barbecue che Paige e Tim ospitano cercano di far mettere Sasha con una donna che considerano gentile e affidabile. Quando Sasha la respinge Paige e Sasha si mettono a litigare e smettono di parlarsi.
Sasha viene licenziata dal suo lavoro per le sue scarse prestazioni. In seguito incontra Tim, che sta attraversando un periodo difficile nel suo rapporto con Paige che cerca costantemente di controllarlo e si rifiuta di scusarsi. La conversazione lascia a Sasha un'impressione migliore di Tim.
Rendendosi conto di essere troppo testarda Paige si scusa con Tim. Qualche tempo dopo, mentre sta guidando la sua auto Paige e Sasha si rincontrano e tornano amiche.

## Produzione
Il film è un adattamento di Life Partners, scritto da Lefkowitz e Fogel. Nel 2011 l'opera teatrale, interpretata da Amanda Walsh e Shannon Woodward, è stata creata e rappresentata in prima versione come parte di Unplayed, una serie teatrale che sviluppa e produce cortometraggi in anteprima mondiale. In seguito al suo successo il produttore Jordana Mallick valutò un possibile adattamento cinematografico.

### Riprese
Ambientato a Minneapolis, Minnesota, le riprese sono iniziate nell'aprile 2013 e sono durate 19 giorni. Il film è stato girato principalmente a Glendale, in California, e a Eagle Rock, a Los Angeles. Altre scene sono state girate al Griffith Park e a Long Beach, in California, durante il Long Beach Lesbian & Gay Pride. Alcune scene sono state girate effettivamente a Minneapolis. Lo skyline di Minneapolis e alcuni punti di riferimento della città sono mostrati nel film.

## Accoglienza

### Incassi
Il film ha incassato 8.265 dollari americani in nord america.

### Critica
Su Rotten Tomatoes il film ha il 64% di recensioni positive, su 29 recensioni, con un voto medio di 6.1/10. Il consenso del sito recita "Con delle basi allettanti ma alla deriva in una trama degna di una sitcom Life Partners non fa abbastanza per guadagnare l'attenzione degli spettatori". Su Metacritic il film ha un punteggio di 57 su 100, basato su 15 critici, che indica "recensioni miste o medie".

## Riconoscimenti
- GLAAD Media Awards 2015 nella categoria miglior film della piccola distribuzione - candidatura